# Цегя
Цегя (рум. Țeghea) — село у повіті Сату-Маре в Румунії. Входить до складу комуни Крайдоролц.
Село розташоване на відстані 435 км на північний захід від Бухареста, 25 км на південний захід від Сату-Маре, 111 км на північний захід від Клуж-Напоки.

## Населення
За даними перепису населення 2002 року у селі проживали 59 осіб.
Національний склад населення села:
| Національність | Кількість осіб | Відсоток |
| -------------- | -------------- | -------- |
| румуни         | 31             | 52,5%    |
| угорці         | 24             | 40,7%    |

Рідною мовою назвали:
| Мова      | Кількість осіб | Відсоток |
| --------- | -------------- | -------- |
| румунська | 29             | 49,2%    |
| угорська  | 26             | 44,1%    |